# Bleckeder Zeitung
Die Bleckeder Zeitung war ursprünglich eine regelmäßig, mehrmals wöchentlich, erscheinende Zeitung aus Bleckede. Sie existierte erstmals vom 1. Oktober 1878 bis zum 28. Februar 2019 und erschien zuletzt zweimal in der Woche. Die Zeitung stellte erstmals ihr Erscheinen am 28. Februar 2019 nach dem Wegfall eines Großkunden ein. Auch nach dieser Einstellung wurde das Druckereigeschäft durchgängig beibehalten und besteht bis heute. Danach erfolgte ca. ein Jahr später eine erneute Wiederaufnahme des Zeitungsdrucks. Nunmehr wurde der Zeitungsumfang erweitert, das Format verändert, der Druck auf Hochglanz umgestellt und das Erscheinen ist auf vier- bis fünfmal im Jahr reduziert. Sie ist daher nicht mehr als aktuelle Tageszeitung anzusehen.
Sowohl die ehemalige Zeitung als auch das aktuelle Printmedium sind keine Lokalausgabe eines größeren Blattes, sondern eigenständig. Sie befindet sich im Besitz der Familie Schötteldreyer. Die Auflage der Zeitung betrug vor der ersten Einstellung ungefähr 1000 Exemplare nach früheren Angaben der WELT und war nach deren Aussage „die kleinste Zeitung Deutschlands“. Nach Aussage des Chefredakteurs Christian Schötteldreyer war die Auflage jedoch wesentlich höher und variierte zwischen 3500 und 5800 Exemplaren.

## Geschichte
Die Zeitung erschien 1878 zunächst unter dem Namen Neuhauser Wochenblatt. Sie wurde von Carl Grosse mit seinem Sohn Robert gegründet. 1885 wurden Bleckede und Neuhaus zum Kreis Bleckede zusammengelegt und der Sitz von Neuhaus nach Bleckede verlegt. Dadurch erhielt die Zeitung ihren heutigen Namen.